# Chas Gerretsen
Charles (Chas) Gerretsen (Groningen, 22 juli 1943) is een Nederlands fotograaf en cineast. Hij fotografeerde en filmde wereldwijd tijdens oorlogen en andere gebeurtenissen. Zijn foto van de Chileense generaal Pinochet werd wereldwijd bekend. Later vertrok hij naar Hollywood en was hij als fotograaf betrokken bij meer dan honderd films.

## Biografie

### Begin van zijn wereldreis
Hij werd geboren in de stad Groningen en in 1961 vertrok hij op 18-jarige leeftijd van het nabijgelegen Haren naar Australië. Tijdens zijn werk daar als krokodillenjager begon hij met fotograferen. Twee jaar later vertrok hij voor twee jaar naar de Verenigde Staten. Hier maakte hij zijn eerste filmbeelden en verdiende er de kost als cowboy, en ook nog een tijd als beroepsmilitair voor het Amerikaanse leger in Midden-Amerika. Hier verbasterde zijn voornaam naar Chas (uitspraak: Tjez).

### Zuidoost-Azië
Tussen 1965 en 1972 verbleef hij in Zuidoost-Azië, waaronder als fotograaf tijdens de Vietnamoorlog in Vietnam zelf, Cambodja en Laos. Over oorlog zei hij eens: "Oorlog is als een vrouw. Het kan slecht gaan, maar het is erg opwindend." In deze tijd was hij geluidsman en cameraman voor UPI-Television News en freelance fotograaf.
Tijdens zijn oorlogsreportages ontsnapte hij een paar keer aan de dood. Er werd onder meer een kogel door zijn bed geschoten toen hij naar de wc was. Meerdere collega's in die tijd misten een arm, been of oog en tijdens zijn werk zag hij duizenden doden. Een contrast was het hoge loon van soldaten, waardoor het ook voorkwam dat er in het oorlogsgebied droppingen werden gedaan met luxegoederen als ijsjes en Coca-Cola. Zijn beelden van de oorlog haalden wereldwijd het nieuws, die van terrasjes in Saigon in dezelfde tijd echter niet.
In deze jaren hield hij zich op in Birma (bouw van de Dodenspoorlijn, 1967), Cambodja (1968), Zuid-Vietnam (1968-1969) en opnieuw Cambodja (1970-1972). Tussendoor was hij nog vijf dagen in Oost-Pakistan (1970) waar hij een reportage maakte van de cycloon Bhola die een half miljoen dodelijke slachtoffers eiste. Op zoek naar werk vertrok hij in 1973 naar Argentinië.

### Foto van Pinochet
Zeven dagen na de staatsgreep in Chili maakte hij een foto die wereldwijd bekend werd. Hij nam hem op 18 september 1973 tijdens een mis in de Iglesia de la Gratitud Nacional die werd bezocht door de nieuwe machthebbers. De foto werd op grote schaal afgedrukt door persbureaus en instituten, en op pamfletten en spandoeken van zowel voor- als tegenstanders. Bij het nemen vroeg hij Pinochet om zijn zonnebril af te doen. Die weigerde echter met de woorden: "Ik ben Pinochet."

In 1974 werd hij voor zijn fotoreportage van de staatsgreep bekroond met een Robert Capa Gold Medal, een prijs die vernoemd is naar de oorlogsfotograaf Robert Capa en wordt toegekend aan fotografen die buitengewoon veel moed hebben getoond. De gehele collectie uit zijn periode in Chili (1973-1974) bestaat uit vijfduizend negatieven in zwart-wit en duizend dia's in kleur. Deze zijn grotendeels in het beheer van het Nederlands Fotomuseum. Een afdruk uit 2012 van een van zijn foto's over het regime in Chili uit 1973 werd in 2013 verkocht voor 3.800 dollar.

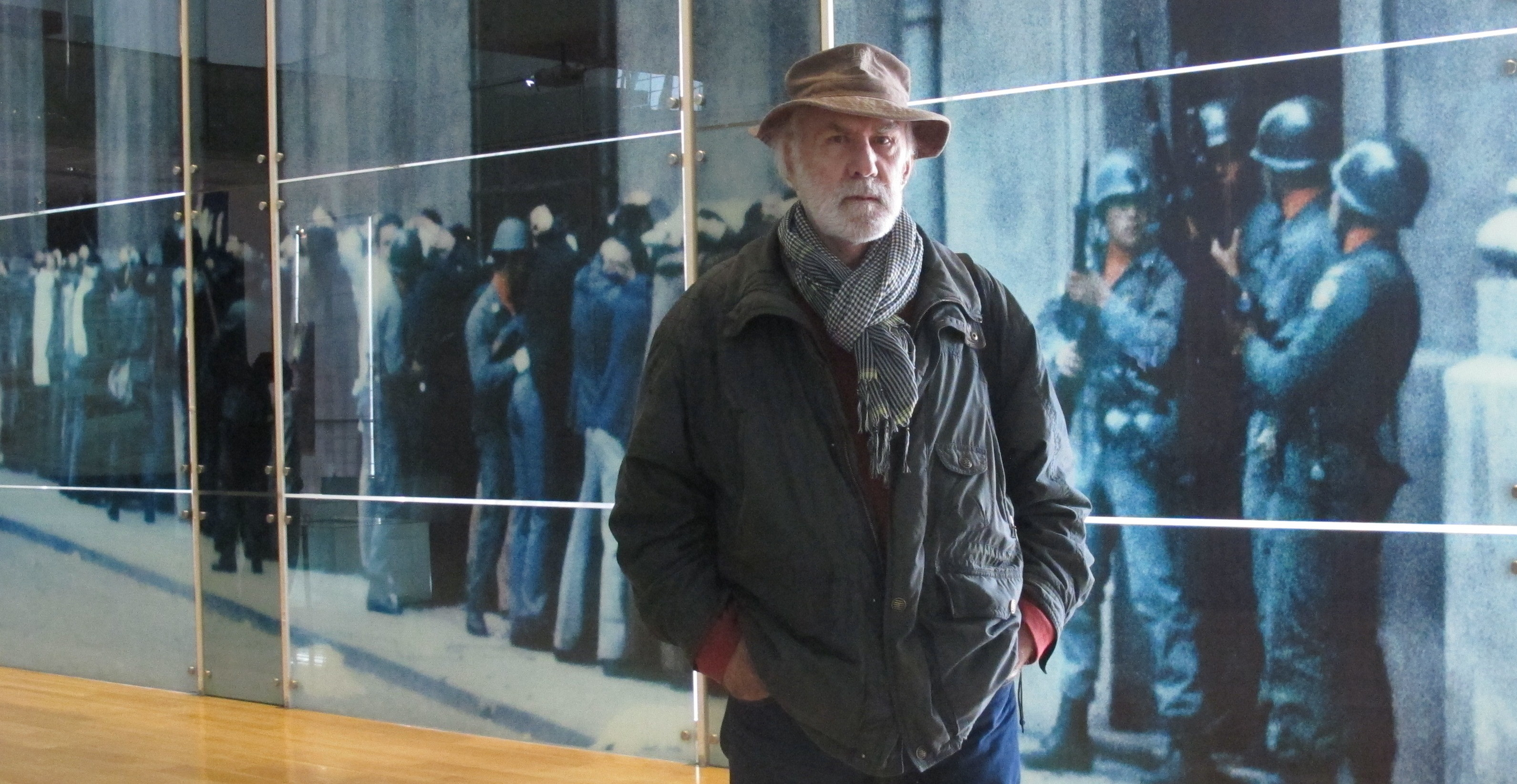
Chas Gerretsen staat voor een van de drie van zijn bekendste foto’s van de staatsgreep. Ze zijn in een glazen wand gegraveerd en vormen de scheidingsmuren tussen de verschillende zalen van het “Museo de la Memoria y los Derechos Humanos” in Santiago, Chile. De wanden waren een schenking van de Nederlandse staat/bevolking aan het Museo de la Memoria.

### Hollywood
Van 1975 tot 1989 werkte hij in Hollywood, waaronder op de set van Francis Ford Coppola. Als fotograaf werkte hij mee aan meer dan honderd films. Ook was hij verantwoordelijk voor de modellering van acteurs in oorlogsfilms, zoals van Dennis Hopper in de film Apocalypse now (1979). In 1978 richtte hij het agentschap Mega Productions op. Hij had foto's van bijna alle sterren in Hollywood in zijn portefeuille.

### Na 1989
Hij beëindigde zijn professionele carrière in 1989. Sindsdien zeilt hij met een schip langs landen als Tanzania en Thailand en verdient hij aan het vervoeren van passagiers. Hij bracht zijn archief naar het Nederlands fotomuseum in Rotterdam.

### 2019
In 2019 nodigde het Nederlands Fotomuseum een team uit van de bioscoop KINO Rotterdam om het archief van Apocalypse Now van Gerretsen in te zien. Het filmmateriaal geeft een inkijk in de totstandkoming van de oorlogsfilm Apocalypse Now (1979). In het archief zitten meer dan 500 zelden eerder gepubliceerde foto's van onder andere Marlon Brando, Martin Sheen en Dennis Hopper. Van een selectie uit het archief produceerden KINO Rotterdam en het Nederlands Fotomuseum een documentaire, getiteld Dutch Angle: Chas Gerretsen & Apocalypse Now, geregisseerd door Baris Azman. De documentaire ging in juli 2019 in de bioscoop in première.

### 2021 en 2022: overzichtstentoonstelling
Van 16 oktober 2021 tot en met 22 april 2022 presenteert Het Nederlands Fotomuseum In de hoofdrol Chas Gerretsen, de eerste overzichtstentoonstelling van het werk van Gerretsen. 

## Publicaties
- 2021 ”Apocalypse Now: The Lost Photo Archive”[16] (English) ISBN 978-3791388083

- 2021 “Starring Chas Gerretsen”[17] (English) ISBN 978-9462264069

- 2021 “In de Hoofdrol Chas Gerretsen”[18] (Dutch) ISBN 978-9462264090

- 2021 “Het wonderbaarlijke en vreemde leven van Chas Gerretsen”[19] (Dutch) ISBN 978-9024434473 The autobiography was originally written in English (“The marvelous and strange life of Chas Gerretsen”) and translated into Dutch. It has not been released in English.

- 2023 "Chile. El archivo fotográfico 1973-74"[20] (Spaans) ISBN 978-84-19233-62-2

- 2023 "Chile The Photo Archive 1973/74"[21] (English) ISBN 978-9462264847 Een visuele herinnering van Santiago over het leven tijdens het tumultueuze jaar 1973, de gewelddadige militaire machtsgreep op 11 september op de democratisch gekozen president Salvador Allende. En een jaar later, onder de militaire junta van generaal Augusto Pinochet.

## Interviews en recensies
- Prestel Publishing, Apocalypse Now: The Lost Photo Archive
- Lecturis Exhibition book, Chas Gerretsen in de hoofdrol, 2021
- Volkskrant, Interview, 14 oktober 2021
- NRC Handelsblad, ‘Dendert voort in de geest van Hemingway, Kuifje en Ik, Jan Cremer.’ (interview), 20 oktober 2021
- Khalid & Sophie, over het prachtige werk van Chas Gerretsen (interview), 15 oktober 2021
- NPO Radio 1, NOS Met het Oog op Morgen, Chas Gerretsen (recensie), 15 oktober 2021
- Jeroen Vullings, NPO Radio 1, Nieuwsweekend (begint op 6 minuten), 9 oktober 2021
- Menno Bentveld, Tijd voor Max, ‘Een bizar levensverhaal.’ (begint op 30 minuten), 15 april 2022
- Dutch News, Interview (Engels), 12 januari 2022
- Rolling Stone, Holiday Must-Haves, 2021
- Huck magazine, Apocalypse Now, 2021 (interview, Engels)
- InsideHook, Apocalypse Now (interview, Engels), 29 oktober 2021

## Film
- Baris Azman (regie), Dutch Angle: Chas Gerretsen & Apocalypse Now (Engels), 2019